# آسف تبدو كأنها أصعب كلمة (أغنية)
أسف تبدو كأنها أصعب كلمة (بالإنجليزية: Sorry Seems to Be the Hardest Word)‏ أغنية كتبها إلتون جون وبيرني توبين. سجلها إلتون جون، وصدرت في عام 1976، كأغنية فردية وكجزء من ألبوم «بلو موفز Blue Moves»، كما ظهرت في البومات تالية. كلمات الأغنية تتحدث عن علاقة رومانسية تنهار.

## استقبال الأغنية
أشادت مجلة بيلبورد بأداء إلتون جون، ووصفته بأنه «مؤلم وصادق ومعقول» وعلقت أيضًا على مدى تعقيد غناء الدعم.
كانت الأغنية من أفضل 20 أغنية، حيث وصلت إلى المركز 11 في المملكة المتحدة، والمركز 6 في الولايات المتحدة والمركز 3 في كندا. بالإضافة إلى ذلك، احتلت الأغنية المرتبة الأولى على القوائم الأمريكية والكندية للكبار المعاصر Adult Contemporary. في الولايات المتحدة، حصلت على شهادة الذهب في 25 يناير 1977 من RIAA.

## طاقم الأداء والتسجيل
إلتون جون: بيانو وغناء
راي كوبر: الفيبرافون
كارل فورتينا: أكورديون
جيمس نيوتن هوارد: بيانو كهربائي وتوزيع وتريات
كيني باساريلي: جيتار باس

## نسخة فريق «بلو»
صدرت الأغنية في عام 2002 من فريق الصبية الإنجليز «بلو» لألبومهم الثاني، حب واحد (2002). سجل الفريق الأغنية بالاشتراك مع سير التون جون. بلغ الأغنية ذروتها في المرتبة الأولى على قائمة أفضل الأغاني الفردية في المملكة المتحدة في 15 ديسمبر 2002 ووصلت أيضًا إلى المركز الأول في المجر وهولندا. بلغت ذروتها ضمن المراكز العشرة الأولى في 16 دولة إضافية.
حصلت نسخة فريق «بلو» على الاسطوانة الذهبية في بلجيكا (مبيعات أكثر من 25000)، وسويسرا (مبيعات أكثر من 20000)، والمملكة المتحدة (مبيعات أكثر من 400000).

## نسخ أخرى للأغنية
نسخة المغني البريطاني جو كوكر عام 1991.
نسخة راي تشارلز وإلتون جون عام 2004، وكان هذا آخر تسجيل قام به تشارلز قبل وفاته في يونيو من ذلك العام.
نسخة عازف ساكسفون الجاز «كيني جي Kenny G» على الساكسفون السوبرانو بمصاحبة ريتشارد ماركس في 2004.
نسخة مغنية الجاز الكندية ديانا كرال عام 2015.

## كلمات الأغنية
ماذا علي أن أفعل لأجعلك تحبيني؟ What do I got to do to make you love me
ماذا علي أن أفعل لأجعلك تهتمي؟ What do I got to do to make you care
ماذا أفعل عندما يضربني البرق؟ What do I do when lightning strikes me
واستيقظ لأجد أنك لست هناك And awake to find that you are not there
ماذا علي أن أفعل لأجعلك تريديني؟ What do I got to do to make you want me
ماذا علي أن أفعل لكي أسمع؟ What do I got to do to be heard
ماذا أقول عندما ينتهي كل شيء؟ What do I say when it's all over
أسف.. تبدو وكأنها أصعب كلمة Sorry seems to be the hardest word
إنه أمر محزن (محزن للغاية) محزن للغاية It's sad (so sad) so sad
إنه وضع محزن محزن It's a sad sad situation
ويصبح الأمر أكثر سخافة And it's getting more and more absurd
إنه أمر محزن (محزن للغاية) محزن للغاية It's sad (so sad) so sad
لماذا لا نتحدث عنه؟ Why can't we talk it over
أوه، يبدو لي أن كلمة آسف هي أصعب كلمة Oh, it seems to me that sorry seems to be the hardest word
إنه أمر محزن (محزن للغاية) محزن للغاية It's sad (so sad) so sad
إنه وضع محزن محزن It's a sad sad situation
ويصبح الأمر أكثر سخافة And it's getting more and more absurd
إنه أمر محزن (محزن للغاية) محزن للغاية It's sad (so sad) so sad

## وصلات خارجية
- https://www.youtube.com/watch?v=c3nScN89Klo آسف تبدو كأنها أصعب كلمة (أغنية)
- https://www.youtube.com/watch?v=GvbQzRAi4wM آسف تبدو كأنها أصعب كلمة (أغنية)
- https://www.songfacts.com/facts/elton-john/sorry-seems-to-be-the-hardest-word آسف تبدو كأنها أصعب كلمة (أغنية)